# خونيبيرو سيرا

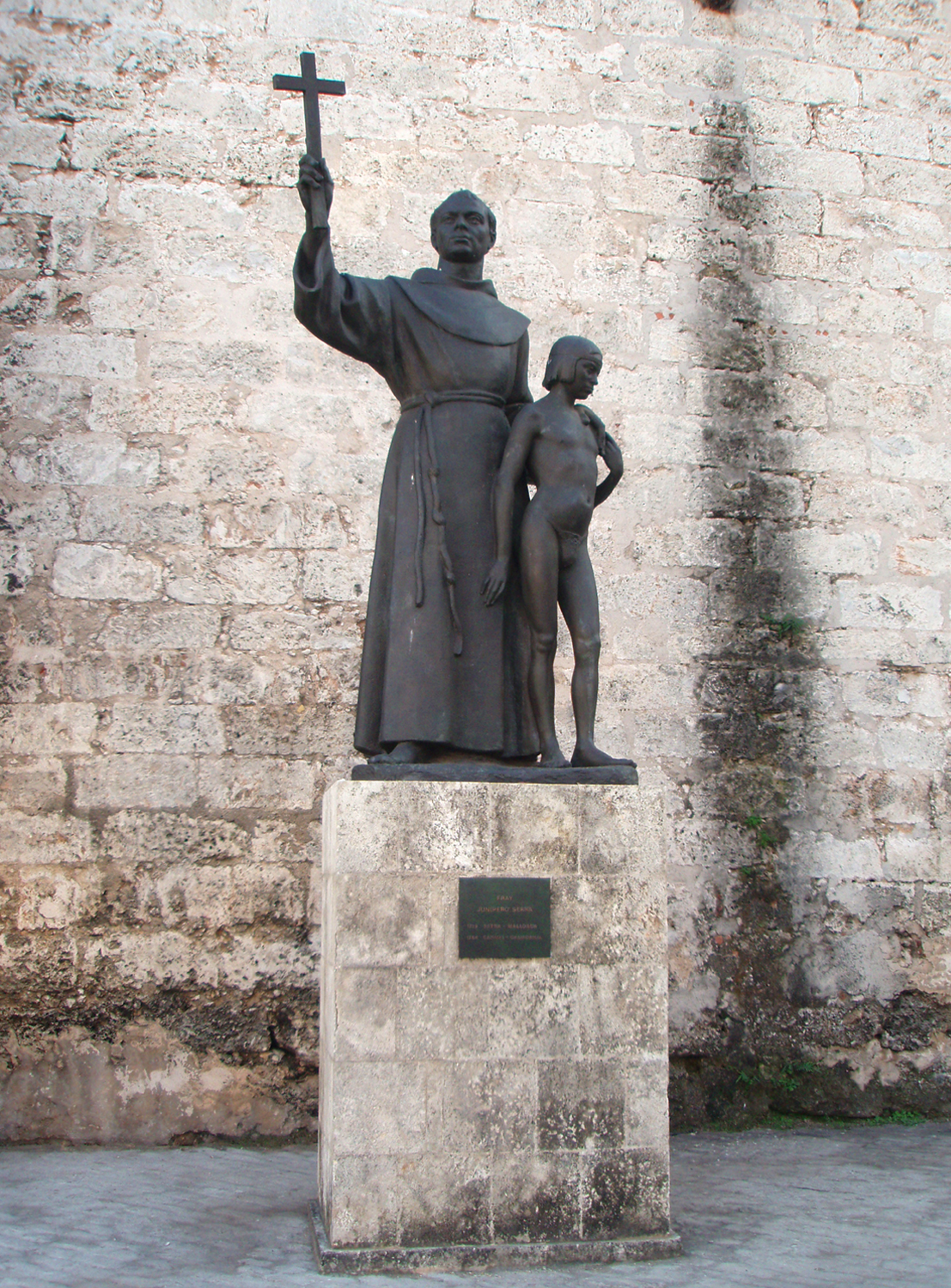
تمثال لخونيبيرو سيرا في ساحة سان فرانسيسكو دي آسيس في هافانا، كوبا.

خونيبيرو سيرا  (بالإسبانية: Junípero Serra) عاش في الفترة بين (24 أكتوبر 1713 - 28 أغسطس 1784) كان مبشرا كاثوليكيا إسبانيا أسس بعثة تبشيرية في كاليفورنيا، وأول تسع بعثات إسبانية تبشيرية في كاليفورنيا انتشرت من سان دييغو، إلى سان فرانسيسكو. هدفت تلك البعثات التبشيرية إلى جلب الديانة الكاثوليكية إلى السكان الأصليين. 
طَوَّب يوحنا بولس الثاني  سيرا في 25 سبتمبر، 1988 وأعلن قداسته البابا فرنسيس في 23 سبتمبر 2015 في كاتدرائية الضريح الوطني لعيد الحبل بلا دنس في واشنطن العاصمة خلال زيارته للولايات المتحدة الأمريكية التي كانت أول زيارة يقوم بها البابا لتلك الدولة. أثار إعلان قداسة سيرا الكثير من الجدل بسبب تاريخ معاملته السيئة للسكان الأمريكيين الأصليين واحتقار ثقافتهم. 

## روابط خارجية
- خونيبيرو سيرا على موقع الموسوعة البريطانية (الإنجليزية)